# 나카니시 이노스케
나카니시 이노스케(일본어: 中西 伊之助: 1887년 2월 8일-1958년 9월 1일)는 일본의 작가, 노동운동가, 정치인이다. 중의원의원을 2기 역임했다.

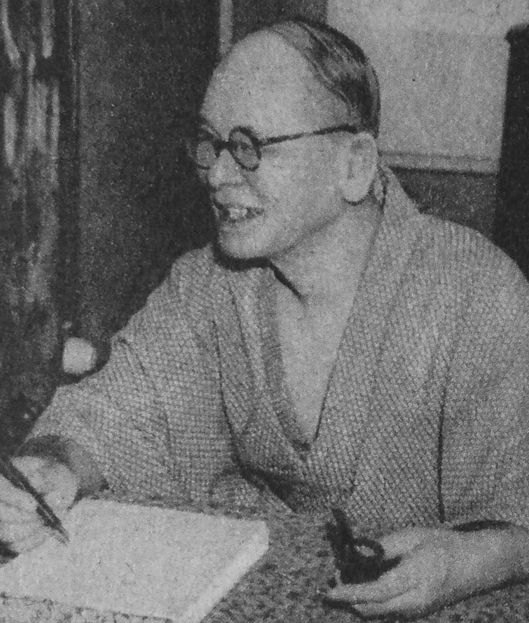
1952년

## 생애
1887년 2월 8일 교토부 구세군 마키시마 정(현 우지시)의 농가에서 사생아로 태어났다. 구제 다이세이 고등학교 5학년 편입학을 거쳐 해군 병학교에 지원했지만 출신을 이유로 입교할 수 없었다. 그 뒤 주오대학, 와세다대학 등에 들어가지만 모두 중퇴했다.
소년기 및 청년기에 기관차 청소부, 육군 우치화약조소 직공, 신문배달, 남만주철도 직원 등 다양한 직업에 종사하면서 무산운동에 진력했다. 조선에서 신문기자로 재직하던 도중 후지타 재벌의 광산노동자 학대 실태를 보도해 투옥되기도 했다.
일본에 귀국한 뒤인 1919년 일본교통노동조합에 들어가 노조 이사장으로서 도쿄도 전차쟁의를 주도했다가 치안경찰법 위반으로 검거, 투옥된다. 그 밖에 도쿄시 전종업원교통노동조합 위원장, 오사카시 전종업원교통노동동맹 조직고문 등을 역임했다.
1922년 2월, 신문기자 시절 투옥되었던 경험을 소설화한 『붉은 흙에 싹트는 것』을 카이조샤에서 출판해 문단에 데뷔했다. 이후 적극적으로 건필하여 프롤레타리아 작가로서의 지위를 확립했다. 잡지 『씨 뿌리는 사람』의 동인이기도 했다. 가네코 후미코, 박열 등의 불령사 활동에 관계했고 그들의 투쟁을 계속 후원했다.
1930년 2월 중의원 선거에 도쿄 6구(도쿄 무산당 공천), 1937년 도쿄 시회 시의원 선거에서 세타가야구(노농무산협의회 공천)에서 각각 출마했으나 모두 낙선했다. 시의원에서 낙선한 동년 12월 노농파 제1차 인민전선 사건으로 검거되어 2년간 구속되었다. 전전에만 총 3번 투옥되었지만 끝까지 전향하지 않았고, 전시에도 시국에 영합하는 작품을 발표하지 않았다.
종전 후인 1945년 인민문화동맹을 결성, 동년 12월 기관지 『인민전선』(1949년 7월 휴간당함)을 발행하여 인민정부 수립의 기운을 고취시켰다. 한편 일본공산당에 입당하여, 동년 10월 30일 가나가와현 후지사와시의 자택에서 정부의 가혹한 탄압을 받아 괴멸당했던 가나가와 현당 재건을 완수했다.
전후 첫 총선인 1946년 제22회 중의원 선거에서 일본공산당의 공천을 받아 가나가와 현에서 출마했다. 선거에는 낙선했지만, 동 선거구의 당선인들 중 추방령 대상자가 발생하여(일본자유당의 고노 이치로 등) 보결로 당선되었다. 그러나 이듬해의 중의원 선거에서는 낙선했다.
1949년 중의원 선거에서 가나가와 3구에 출마해 당선되었지만, 50년 문제 사건 때 일공당이 국제파와 소감파로 분열되자 무장투쟁 노선에 반발하여 1952년 6월 탈당했다. 1953년 참의원 선거에서 전국구 무소속으로 출마하지만 낙선했다.
일본공산당 제6회 전국협의회을 거쳐 당내 혼란이 수습된 1958년 공산당에 복당하지만, 같은 해 9월 1일 심근경색으로 가마쿠라 시민진료소에서 사망했다. 향년 71세.

## 저서
- 붉은 흙에 싹트는 것 『赭土に芽ぐむもの』（改造社・1922年2月）
- 「緑陰」『早稲田文学』1922年7月
- 불령선인「不逞鮮人」『改造』1922年9月
- 사형수와 그 재판장 「死刑囚と其裁判長」『早稲田文学』1922年10月
- 너희들의 등 뒤에서 『汝等の背後より』（改造社・1923年2月）
- 「生ける墳墓」『解放』1923年4月
- 『農夫喜兵衛の死』（改造社・1923年5月）
- 「獄を出て―Ａ兄へ」『種蒔く人』1923年8月
- 『赤道』（聚芳閣・1924年4月）
- 『一人生記録』（聚芳閣・1924年5月）
- 「婦人労働問題」『婦人公論』1926年10月
- 「工場と田園の婦人労働」『解放』1927年7月

## 같이 보기
- 박열
- 가네코 후미코
- 후세 다쓰지